# تهذیب (فیلم)
تهذیب (به هندی: Tehzeeb) فیلمی محصول سال ۲۰۰۳ و به کارگردانی خالد محمد است. در این فیلم بازیگرانی همچون شبانه اعظمی، اورمیلا ماتوندکار، آرجون رامپال، دیا میرزا، ریشی کاپور، نامراتا شیرودکار، ساتیش کایشیک، دیانا هایدن ایفای نقش کرده‌اند.